# Владимир Висоцки
 За командващия Северния флот на Русия вижте Владимир Висоцки (адмирал).  
Владимир Семьонович Висоцки (на руски: Владѝмир Семёнович Высо̀цкий) е руски поет, певец, театрален и филмов актьор и писател. Той е един от най-известните бардове в Съветския съюз.
След като умира, в личния му архив баща му и жена му, Марина Влади, намират 800 песни и 1100 стихотворения. Изиграл е 30 филмови роли, включително Хамлет, изнасял е концерти по цяла Русия и на много места по света (включително и в България). След смъртта му в СССР е създаден фонд за опазване и съхраняване на творчеството му. Въпреки че съветското правителство го признава като актьор, неговите песни остават официално непризнати. Много от тях засягат забранени по това време в СССР теми.

## Биография

### Детство и юношество
Роден е на 25 януари 1938 г. в Москва и е кръстен с русифицираното име на дядо си, Волф Висоцки. Баща му, Семьон Висоцки (1916 – 1997), е роден в Киев в еврейско семейство и става офицер в армията. Майка му, Нина Висоцка (по баща Серьогина; 1912 – 2003), е родена в семейството на московски портиер и от 1932 г. работи като преводачка от немски в различни учреждения. Двамата се запознават през 1935 г., когато Семьон още учи в техникум по комуникации, женят се малко по-късно, след което заминават за Новосибирск, където съпругът е изпратен на работа. През 1937 г., в очакване на раждането на детето си, Нина Висоцка се връща в дома на родителите си на улица „Первая Мешчанская“ в Москва – преградена на три части стая в комунална квартира, където Висоцки прекарва първите си години.
През март 1941 г., месеци преди влизането на Съветския съюз във Втората световна война, Сергей Висоцки е мобилизиран, а през юли съпругата и синът му са евакуирани от Москва в село Воронцовка в Чкаловска област. Те остават там в продължение на две години, като Висоцки живее в детски дом отделно от майка си, която работи като приемчик и лаборант във фабрика за спирт.
Висоцки и майка му се връщат в дома си на „Первая Мешчанская“ в Москва през лятото на 1943 г., като по това време родителите му вече са решили да се разделят, развеждайки се официално след края на войната. През 1945 г. той постъпва в първи клас на 273-то училище „Шчербаковски“. През следващата година баща му получава по съдебен път родителските права, заради голямата служебна натовареност на майката и лошите отношения на детето с втория ѝ съпруг. От есента на 1946 г. Владимир живее с баща си и втората му съпруга Евгения Лихалатова. От 2 януари 1947 г. Семьон Висоцки е на служба в съветските окупационни войски в Германия. Семейството се настанява в етаж от къща в Еберсвалде при необичайно добри за съветските стандарти битови условия. През следващите три години Висоцки учи в местно училище, взима уроци по музика, като за тази цел баща му купува пиано, и започва да говори немски език. През лятото на 1948 г. кандидатства в суворовско училище, но не е приет.
През лятото на 1949 г. Семьон Висоцки е върнат в Съветския съюз, първо в Краснодар, а месец по-късно в Киев. В края на септември Владимир и Евгения Лихалатова се връщат в предишната си комунална квартира в Москва, като Семьон Висоцки ги посещава периодично, пътувайки от Киев. Владимир постъпва в пети клас на кварталното 186-о училище. През 1952 г. става член на Комсомола. През този период той започва да се интересува от литература и пише първите си стихове. През 1953 г. започва да посещава театрален кръжок, а през следващата година е първото му публично представление – представяне на вариации на басня от Иван Крилов в училищно представление. За 17-ия му рожден ден майка му му подарява първата китара, а съученикът му Игор Кохановски го учи на някои прости акорди. Висоцки завършва средното си образование на 24 юни 1955 г.
През този период Висоцки става част от голяма младежка компания, която оказва изключително влияние върху живота и творчеството му. Групата обикновено се събира в дома на Левон Кочарян на улица „Болшой Каретний“ №15, който освен Висоцки често посещават и други младежи, които по-късно стават известни в артистичните среди – Василий Шукшин, Андрей Тарковски, Людмила Гурченко, Юлиан Семьонов, Иля Глазунов, Олег Стриженов. Сред гостите в дома на Кочарян са и освободени от мрежата на ГУЛАГ политически и криминални лагеристи.

### Следване
След като завършва училище, по настояване на семейството си, Владимир Висоцки кандидатства и е приет в Московския инженерно-строителен институт. Той не проявява особен ентусиазъм към инженерното образование и през декември 1955 г. напуска института с намерението да кандидатства в театрално висше училище. От януари 1956 г. отново редовно посещава театралния си кръжок, който по това време подготвя постановки по Александър Островски и Антон Чехов.
През юни 1956 г. Висоцки е приет в класа за актьори на Школата студия на Московския художествен академичен театър „Немирович-Данченко“ (МХАТ), който е ръководен от Борис Вершилов, а след неговата смърт в края на 1957 г. – от Александър Комисаров и Павел Масалски.
По време на следването си Владимир Висоцки участва редовно в сатирични самодейни постановки, организирани от студентите, за които понякога пише пародийни стихотворения и други кратки текстове. Негов преподавател по литература е Андрей Синявски, който години по-късно е осъден за „антисъветска пропаганда“, на което Висоцки посвещава стихотворението „Вот и кончился процесс“. Синявски запознава Висоцки с работата на Булат Окуджава, чийто концерт в школата подтиква Висоцки да поднови заниманията си с китара, сега с помощта на своя състудент Роман Вилдан.
Висоцки получава своята дебютна роля – на войник без реплики – в студентска постановка на пиесата на Александър Щейн „Хотел „Астория“, подготвяна в продължение на две години и представена през 1958 г. През този период той участва и в други учебни постановки – като Боркин в „Иванов“ на Антон Чехов, Порфирий Петрович в етюд по „Престъпление и наказание“ на Фьодор Достоевски, колар в спектакъл по разказа „Вещицата“ на Антон Чехов, Евдоким Жигалов в „Сватба“ на Чехов. Участва с епизодична роля във филма „Връстнички“ („Сверстницы“, 1959). В дипломния спектакъл на курса в школата играе ролята на Бубнов в „На дъното“ на Максим Горки. Дипломира се на 20 юни 1960 г.
По време на репетициите на „Хотел „Астория“ Висоцки се запознава със своята състудентка Изолда Жукова и от есента на 1957 г. двамата живеят заедно. През 1958 г. Жукова се дипломира и е изпратена на работа в театър в Киев, но Висоцки я посещава почти всяка седмица. Двамата се женят официално на 25 април 1960 г., след като тя се развежда с предишния си съпруг.
На 20 юни 1960 г. Владимир Висоцки завършва Школата на МХАТ.

### 60-те години
След дипломирането си Владимир Висоцки е изпратен на работа в Московския драматичен театър „Александър Пушкин“ и през следващите няколко години работи с прекъсвания там и в няколко други театъра и изпълнява първите си малки роли в киното.
В началото на 60-те години Владимир Висоцки започва да придобива известност като автор на песни в традицията на блатните песни. Изключвайки някои ранни опити, първа сред тях става написаната през юли 1961 г. „Татуировка“. Първите си песни той изпълнява пред свои приятели, но те започват да се разпространяват в случайни магнетофонни записи. През октомври 1964 г. Висоцки записва на магнетофон всичките 48 песни, написани от него до този момент. Характерно за тези песни, определяни по-късно като „блатен цикъл“, е използването на разговорен и уличен език, динамичното повествование и силната индивидуализация на героите, заради която мнозина вярват, че те имат известни на автора реални прототипи. Последните песни от блатния цикъл Висоцки пише през 1965 г., макар да продължава да ги изпълнява и след това.
През 1961 г. Висоцки се запознава с Людмила Абрамова, докато двамата участват с малки роли в снимките на филм в Ленинград. След връщането си в Москва двамата заживяват заедно, но официално сключват брак през юли 1965 г., след като Висоцки получава развод от Изолда Висоцка. По това време те вече имат двама сина – през ноември 1962 г. се ражда Аркадий, а през август 1964 г. – Никита Висоцки. Людмила Абрамова се отказва от предстоящата си актьорска кариера и остава да се грижи за децата. Бракът обаче не продължава дълго и в края на 60-те години двамата се разделят и официално се развеждат през 1970 г.
През септември 1964 г. Висоцки постъпва в Театъра на Таганка, където остава да работи до края на живота си. Десет дни по-късно играе първата си роля, замествайки разболял се колега в „Добрият човек от Сечуан“ на Бертолт Брехт. Първата голяма роля в театралната му кариера е в постановка на „Животът на Галилей“ на Брехт, чиято премиера е през пролетта на 1966 г. Следващата му роля е на избягалия каторжник Хлопуша в драматичната поема на Сергей Есенин „Пугачов“.
Отношенията на Владимир Висоцки с водещия режисьор на Театъра на Таганка Юрий Любимов са сложни, като Любимов многократно обявява, че е решил да уволни Висоцки. През март 1968 г., след принудителното прекратяване на спектакъла „Животът на Галилей“, Любимов и директорът на театъра Николай Дупак наистина издават заповед за уволнението на Висоцки „за грубо нарушаване на трудовата дисциплина“. Подобни ситуации възникват и след това, но Висоцки и театърът никога не прекъсват изцяло отношенията си.
През този период Висоцки продължава активно да пише нови песни, като обхватът на техните теми и сюжети значително се разширява, превръщайки творчеството му, по-думите на по-късни изследователи, в цяла „енциклопедия на руския живот“. Старите блатни мотиви не изчезват напълно, но все по-голямо място заемат теми от ежедневието и иносказателни критики на обществения живот.
Владимир Висоцки изнася първия си самостоятелен концерт през април 1965 година, по време на гастроли на Театъра на Таганка в Ленинград, когато е поканен да изпълни свои песни в кафето „Молекула“ на Института за високомолекулярни съединения. На 4 януари 1966 година той изнася концерт и в зала на Института за руски език в Москва. За всеки от концертите си, провеждащи се все по-често в малки зали и културни центрове из цялата страна, той се стреми да подбира песни, образуващи тематична и сюжетна цялост.
През 1966 година Висоцки прави опит да получи официално разрешение за провеждане на концерти, съгласно съветската бюрократична процедура, като представя за утвърждаване свой песенен репертоар, но му е отказано и те продължават да се провеждат като неофициални „срещи с актьора от театъра и киното“. По-късно той изнася някои концерти като мероприятия на казионното дружество „Знание“, за което получава по 75 рубли на представление.
Висоцки се снима за пръв път в киното още като студент, с малка роля във филма „Връстници“ („Сверстницы“, 1959), а през следващите години участва с епизодични роли в още десетина филма, някои от които по-късно той оценява като слаби. По това време той започва да пише и песни, предназначени за филми, като до края на живота си създава над сто такива песни, но по-голямата част от тях не са използвани по различни причини. Първите по-съществени роли играе във филмите „Я родом из детства“ (1966) и „Кратки срещи“ („Короткие встречи“, 1967), в които изпълнява свои песни.
От 1966 г. Владимир Висоцки има връзка с Татяна Иваненко, актриса в Театъра на Таганка, като през следващите години двамата са много близки. През септември 1972 г. Татяна Иваненко ражда дъщеря, която, макар и да не е официално призната, е смятана от мнозина за дъщеря на Висоцки.
През 1967 г. Владимир Висоцки се снима във филма „Вертикал“ („Вертикаль“), драма за група алпинисти, които изпадат в затруднения по време на трудно изкачване. Той играе поддържаща роля, но изпълнява няколко от своите песни, които са удачно съчетани с действието на филма. Самият филм има голям успех и донася широка популярност на Висоцки, която за пръв път излиза извън московските театрални кръгове.
През 1967 г. Висоцки се запознава с Марина Влади, известно френска актриса от руски произход, която е популярна в Съветския съюз и неколкократно посещава страната. Двамата имат любовна връзка от разстояние, затруднена от ограниченията за пътуване до Съветския съюз – стремейки се да улесни получаването на разрешения, Влади става член на Френската комунистическа партия.
През 1968 г. Висоцки се снима в главната роля на филма „Интервенция“ („Интервенция“), като нелегален агент на болшевиките в Одеса от времето на Гражданската война. Макар и стъпил върху многократно поставяна съветска пиеса, филмът е спрян от цензурата, която определя интерпретацията на режисьора Генадий Полока като „неприемливо ексцентрична“. Въпреки опитите на екипа да предизвика преразглеждане на забраната, филмът е показан за пръв път едва през 1987 г., по време на Перестройката.
През пролетта на 1968 г. цензурата забранява постановката на Театъра на Таганка „Жив“, а театърът и неговия ръководител Юрий Любимов са подложени на тежки критики от режима. Успоредно с тази кампания в печата се появяват множество публикации, критикуващи остро набиращите все по-голяма популярност песни на Владимир Висоцки. Началото им е поставено със статия в официоза „Правда“ от 14 април, в която се говори за актьор, „дрезгаво виещ блатни песнички и примляскващ криминален жаргон“. Темата е подета от други вестници, които обвиняват песните на Висоцки в пошлост и безнравственост и определят героите им като порочни и непълноценни хора. Към критиките се присъединяват и видни композитори, като Владимир Салавьов-Седой, който определя песните на Висоцки като „унили и скучни“, или Дмитрий Кабалевски, който ги нарича „долнопробна продукция“ и по време на конгрес на казионния Съюз на композиторите поставя под въпрос цялото движение на авторските песни. На обсъждане от цензурата на филма „Стопанинът на тайгата“, в който Висоцки участва с главна роля, партиен функционер го определя като „морално занемарен човек, разложен до самото дъно“.
През този период Висоцки развива зависимост от алкохола с тежки пристъпи, през които изчезва с дни. При един от тези инциденти през 1969 година той получава тежък артериален кръвоизлив и прекарва няколко дни в болница, в първите часове с опасност за живота. Случаят е отразен в написаното малко по-късно стихотворение на Андрей Вознесенски „Реквием оптимистический“.

### 70-те години
На 1 декември 1970 година Владимир Висоцки официално сключва брак с Марина Влади на скромна гражданска церемония в Москва, след което двамата пътуват до Грузия по покана на скулптора Зураб Церетели. Според Влади бракът им дава на Висоцки известна публичност в чужбина, която донякъде смекчава натиска на властите срещу него. По мнението на някои биографи, Марина Влади изиграва съществена роля в мотивирането на Висоцки да осъществи плановете си да изиграе Хамлет. Постановката на „Хамлет“ в Театъра на Таганка с Висоцки в главната роля, чиято премиера е на 29 ноември 1971 година, се превръща в забележително събитие за руската театрална сцена.
Ролята на Хамлет оказва влияние и върху поезията на Висоцки от този период със стихотворения, като „Мой Гамлет“, „Песня конченого человека“, „Мои похорона“. Като цяло през този период в стиховете му се засилват изповедните мотиви, но той продължава да пише и стихотворения от името на герои или дори неодушевени предмети, като „Баллада о брошенном корабле“ и „Песня микрофона“, както и песни с военна тематика, като „Чёрные бушлаты“, „Мы вращаем Землю“, „Тот, который не стрелял“.
През 1972 година Висоцки се запознава с Константин Мустафиди, далекосъобщителен инженер и любител на аудиотехниката. Мустафиди разполага със сравнително добра звукозаписна техника и през следващите години двамата системно записват авторски песни на Висоцки, главно такива, които дотогава не са професионално записвани. Мустафиди записва общо около четиристотин песни, които след това съхранява. След смъртта на Висоцки Мустафиди получава от Марина Влади собствените плочи на Висоцки, след което събира и други записи от 70-те години, като колекцията му обхваща голяма част от творчеството на Висоцки и става основа на по-късно издания.

През март 1973 година вестник „Советская култура“ публикува статия, посветена на поредица от 16 концерта на Владимир Висоцки в Новокузнецк, които са определени като „халтура“ и „незаконна предприемаческа дейност“. Той е даден под съд и осъден на обезщетение от 900 рубли за организирането на концерти извън дейността на държавния монопол „Росконцерт“. В резултат на това Висоцки прави нов опит да узакони концертната си дейност, като изпраща писмо до секретаря по идеологическите въпроси на Централния комитет на Комунистическата партия на Съветския съюз Пьотър Демичев. По този начин той успява да получи разрешение за провеждане на представления като „артист от разговорния жанр“ при одобрен хонорар от 11,50 рубли на представление.
През 1973 година, за пръв път след престоя си в окупирана Германия в своето детство, Височки получава разрешение да пътува извън Съветския съюз. Това става, след като Марина Влади успява да получи съдействието на лидера на Френската комунистическа партия Жорж Марше, който ходатайства пред съветските власти за издаване на изходна виза. На 18 април двамата заминават на обиколка с автомобил в няколко европейски страни. Първо спират в Полша, където присъстват на вечеря с известни личности от местното кино, като Даниел Олбрихски, Кшищоф Зануси, Анджей Вайда, Йежи Хофман.
През следващите години Висоцки редовно посещава Франция и други страна, като през 1977 година получава разрешение „по изключение“ да пътува повече от веднъж годишно, както е разрешено на съветските граждани. През 1974 година се запознава в Париж с наскоро емигриралия художник Михаил Шемякин, с когото през следващите години поддържа постоянна връзка и на когото посвещава няколко песни и стихотворения. През 1975 и 1976 година пътува на два пъти с круизния кораб „Белорусия“.
През първата половина на 70-те години Владимир Висоцки продължава да се снима в киното, но не винаги успешно. Самият той възлага големи надежди на участието си във филма на Александър Столпер „Четвёртый“ (1972), който обаче има подчертано пропаганден характер и няма успех сред публиката. Не се превръща в особено събитие и друг филм с негово участие – съветско-югославската продукция „Единственная дорога“ (1974), в която играе руски военнопленник през Втората световна война. Голямо лично разочарование става участието му във филма от две части „Бегство мистера Мак-Кинли“ (1975) на Михаил Швейцер – първоначално той трябва да изпълни в него няколко свои песни, но по време на разработването на филма повечето от тях отпадат, а самата му роля става епизодична.
През 1977 година Висоцки и Влади се снимат в кратка сцена от унгарския филм „Ök ketten“ на режисьорката Марта Месарош, а през същата година двамата са в Мексико, където Влади е на снимки за нов филм. През есента те са в Ню Йорк, където живеят в дома на балетиста Михаил Баришников и се срещат с Йосиф Бродски и Милош Форман, снимащ по това време „Коса“.
През същия период няколко роли на Висоцки в киното привличат вниманието на критиката със „сложния психологизъм на изпълнението“. Сред тях е тази на зоолога Фон Корен във филма Йосиф Хейфиц „Лошият добър човек“ („Плохой хороший человек“, 1973), заснет по повестта на Антон Чехов „Дуел“. За нея той получава наградата за мъжка роля на Таорминския филмов фестивал.
През 1975 година Театърът на Таганка за пръв път получава разрешение за гастроли в чужбина. Заедно с него Висоцки посещава България, като заради големия успех на представленията им престоят им е удължен от 12 на 18 дни. През същата година Висоцки играе ролята на търговеца Ермолай Лопахин в постановка на „Вишнева градина“ на Антон Чехов. Последната му театрална роля остава тази на Аркадий Свидригайлов в постановка на „Престъпление и наказание“ по Фьодор Достоевски, чиято премиера е на 12 февруари 1979 година.
През 1976 година Висоцки посещава своя приятел Вадим Туманов в организирана от него златодобивна кооперация в района на Бодайбо в Сибир. Там той изнася четиричасов концерт за работниците, които идват за него от отдалечени селища. През 1977 година гастролира с Театъра на Таганка във Франция, където местната критика определя „Хамлет“ с неговото участие в главната роля като най-добрия чуждестранен спектакъл на годината.
През 1978 – 1979 година Владимир Висоцки се снима в главната роля в криминалния минисериал „Мястото на срещата да не се променя“ („Место встречи изменить нельзя“), която остава една от най-забележителните в кариерата му. Във филма са включени изпълнявани от него авторски песни, а по време на снимките режисира самостоятелно няколко сцени. За участието си във филма получава посмъртно през 1987 година Държавна награда на СССР. Последната роля на Висоцки в киното става Дон Хуан във филма на Михаил Швейцер „Маленькие трагедии“ (1979) по едноименния цикъл от пиеси на Александър Пушкин.
В своите песни от последните години на живота се Владимир Висоцки съчетава теми, мотиви, сюжети и образи от цялото си предходно творчество. В тях отново се появяват социално маргинализираните персонажи от ранните му години, но представени в по-задълбочен и философски план и често присъстват прийоми от предходното десетилетие, като гротеска, иносказание и стилизация, което кара някои изследователи да определят работата му от този период като „поезия на синтеза“ на предходните му творчески етапи. От този период датират и няколко песни – „Из детства“, „В младенчестве нас матери пугали…“, „Баллада о детстве“ – с автобиографични мотиви, в които той се обръща към детството си, разглеждайки го като важен източник за цялостната съдба на човека, а и на цялото негово поколение.
В началото на 1979 година Висоцки и Влади са на турне в Съединените щати и Канада, като на рождения си ден, 25 януари, има отделни концерти в Чикаго и Лос Анджелис. През същата година той отново е въвлечен в разследване, тъй като организаторите на негов концерт в Минск продават билетите пет пъти над официално одобрената цена от 50 копейки, но следствието не установява негово участие в нарушенията.

### Смърт
Владимир Висоцки умира на 25 юли 1980 г. Официалната версия за смъртта на Висоцки е сърдечен удар.
Висоцки умира, когато в Москва се провеждат бойкотираните летни олимпийски игри. Съветската преса не съобщава за неговата смърт с изключение на вестник „Вечерна Москва“, и то три дни по-късно. Въпреки това новината достига до всички краища на Русия и до чужбина. Западните станции, като „Гласът на Америка“, излъчват негови песни, а пред театър „Таганка“, където е работил, се стича огромна тълпа от хора. В деня на погребението му хора има дори по покривите на съседните сгради.

## Творчество

### Поезия
До края на живота на Висоцки в Съветския съюз не са издавани сборници с негова поезия, въпреки голямото му желание за това. Отделни немногобройни стихотворения и текстове на песни са публикувани в различни вестници и списания, но като цяло цензурата отказва да го разглежда като годен за публикуване поет, за което допринася и твърдият му отказ да съкращава или променя текстовете си, което е обичайна практика в съветските издателства. За пръв път негови стихове излизат в печата през 1967 година – тогава няколко текста на песни от филми са отпечатани във филмови списания, което дава възможност на множество местни вестници да ги препечатват без опасения от цензурата.

### Кино
- Връстнички (Сверстницы) в ролята на Петя

## Семейство
- Бивша съпруга Изолда Константиновна Висоцкая, родена през 1937 г. в град Горки. Актриса. Бракът е разтрогнат през 1965 г.
- Бивша съпруга Людмила Владимировна Абрамова, родена през 1939 г. в Москва. Бивша актриса. От този брак има двама синове – Аркади (роден 1962) и Никита (роден 1964).
- Съпруга: Де Полякоф Марина-Катрин (Полякова Марина Владимировна, Марина Влади). Родена през 1938 г. в Париж, киноактриса във Франция.

След женитбата си за Марина Влади (и за двамата това е трети брак) има възможност да пътува най-вече до Франция и САЩ.

## Наследство
След смъртта му други руски бардове, като Булат Окуджава и Юрий Визбор, пишат песни за него. Марина Влади написва книга за него. Има и астероид, който е кръстен на Владимир Висоцки. През 1986 г. посмъртно му е дадено званието заслужил артист, а през 1987 г. излизат игрален и документален филм за него.
В интервю за радио Свободна Европа известният руски режисьор Юрий Любимов си спомня:
| „ | И така, ние го погребахме, като аз имах при това известна доминираща роля. Те [властите] искаха да го погребат тихо и бързо. Москва беше закрит град през 1980 г. по време на Олимпийските игри, и картината стана доста неприятна за тях. Всъщност те излъгаха, като казаха, че ще изнесат ковчега, за да се сбогува множеството с него, а опашката започваше чак от Кремъл. Очевидно, те това си мислеха – как този тип да го измъкнем покрай Кремъл до Ваганковското гробище? Затова и го бутнаха в тунела. Започнаха да трошат портрета му, който поставихме на прозореца на втория етаж на театъра. Камиони с вода помитаха цветята, които хората носеха дни наред и пазеха от невероятното слънце с чадъри, защото беше ужасна жега. И тази огромна тълпа, която се държеше просто перфектно, започна да вика по целия площад: „Фашисти! Фашисти!“. Тази картина обиколи света... | “ |